# Сентрал-Пойнт (Орегон)
Сентрал-Пойнт (англ. Central Point) — місто (англ. city) в США, в окрузі Джексон штату Орегон. Населення — 18 997 осіб (2020).

## Географія
Сентрал-Пойнт розташований за координатами 42°22′36″ пн. ш. 122°54′39″ зх. д. / 42.37667° пн. ш. 122.91083° зх. д. (42.376803, -122.910720).  За даними Бюро перепису населення США в 2010 році місто мало площу 10,10 км², з яких 10,09 км² — суходіл та 0,01 км² — водойми.

### Клімат
| Клімат : Сентрал-Пойнт                   | Клімат : Сентрал-Пойнт | Клімат : Сентрал-Пойнт | Клімат : Сентрал-Пойнт | Клімат : Сентрал-Пойнт | Клімат : Сентрал-Пойнт | Клімат : Сентрал-Пойнт | Клімат : Сентрал-Пойнт | Клімат : Сентрал-Пойнт | Клімат : Сентрал-Пойнт | Клімат : Сентрал-Пойнт | Клімат : Сентрал-Пойнт | Клімат : Сентрал-Пойнт | Клімат : Сентрал-Пойнт |
| Показник                                 | Січ.                   | Лют.                   | Бер.                   | Квіт.                  | Трав.                  | Черв.                  | Лип.                   | Серп.                  | Вер.                   | Жовт.                  | Лист.                  | Груд.                  | Рік                    |
| Абсолютний максимум, °C                  | 21,7                   | 26,7                   | 30,0                   | 35,6                   | 39,4                   | 43,9                   | 46,1                   | 45,6                   | 43,3                   | 37,8                   | 26,7                   | 22,2                   | 46,1                   |
| Середній максимум, °C                    | 8,9                    | 12,2                   | 15,0                   | 18,3                   | 22,8                   | 27,8                   | 33,3                   | 32,8                   | 28,9                   | 21,1                   | 11,7                   | 7,8                    | 20,0                   |
| Середній мінімум, °C                     | 0,0                    | 1,1                    | 2,2                    | 4,4                    | 7,2                    | 10,6                   | 13,9                   | 13,3                   | 9,4                    | 5,6                    | 2,2                    | −1,1                   | 5,6                    |
| Абсолютний мінімум, °C                   | −19,4                  | −14,4                  | −8,9                   | −6,1                   | −2,2                   | −0,6                   | 3,3                    | 3,9                    | −1,7                   | −7,8                   | −12,2                  | −23,3                  | −23,3                  |
| Норма опадів, мм                         | 61                     | 51                     | 43                     | 35                     | 33                     | 16                     | 7                      | 10                     | 14                     | 29                     | 76                     | 89                     | 464                    |
| ---------------------------------------- | ---------------------- | ---------------------- | ---------------------- | ---------------------- | ---------------------- | ---------------------- | ---------------------- | ---------------------- | ---------------------- | ---------------------- | ---------------------- | ---------------------- | ---------------------- |
| Джерело: Medford Weather Forecast Office |                        |                        |                        |                        |                        |                        |                        |                        |                        |                        |                        |                        |                        |

## Демографія
Згідно з переписом 2010 року, у місті мешкало 17 169 осіб у 6542 домогосподарствах у складі 4670 родин. Густота населення становила 1700 осіб/км².  Було 6975 помешкань (691/км²).
Расовий склад населення:
| - 90,8 % — білих - 1,0 % — корінних американців - 1,0 % — азіатів - 0,4 % — вихідців з тихоокеанських островів - 0,4 % — чорних або афроамериканців - 3,1 % — осіб інших рас |

До двох чи більше рас належало 3,2 %. Частка іспаномовних становила 9,0 % від усіх жителів.
За віковим діапазоном населення розподілялося таким чином: 26,5 % — особи молодші 18 років, 58,7 % — особи у віці 18—64 років, 14,8 % — особи у віці 65 років та старші. Медіана віку мешканця становила 36,5 року. На 100 осіб жіночої статі у місті припадало 92,7 чоловіків;  на 100 жінок у віці від 18 років та старших — 88,4 чоловіків також старших 18 років.
Середній дохід на одне домашнє господарство  становив 58 823 долари США (медіана — 48 984), а середній дохід на одну сім'ю — 65 434 долари (медіана — 54 213). Медіана доходів становила 44 220 доларів для чоловіків та 39 254 долари для жінок. За межею бідності перебувало 11,7 % осіб, у тому числі 18,6 % дітей у віці до 18 років та 4,7 % осіб у віці 65 років та старших.
Цивільне працевлаштоване населення становило 7727 осіб. Основні галузі зайнятості: освіта, охорона здоров'я та соціальна допомога — 24,0 %, роздрібна торгівля — 12,9 %, виробництво — 12,9 %.